# Distrito de Neshuya
El distrito de Neshuya es uno de los cinco que conforman la provincia de Padre Abad, ubicada en el departamento de Ucayali en el Oriente del Perú.  
Desde el punto de vista jerárquico de la Iglesia católica, forma parte de la Vicariato apostólico de Pucallpa.

## Geografía
Abarca una superficie de 611,62 km². 
Su capital es el poblado de Monte Alegre.

## Autoridades

### Municipales
- 2017-2018[3]
  - Alcalde: Marcos Sanchez Vidarte, ().
  - Regidores: .
- 2019-2022
- ° Alcalde:Lucas Garcia
- ° Regidores:

### Policiales
- Comisario

### Religiosas
- Vicariato apostólico de Pucallpa
  - Vicario: Mons. Gaetano Galbusera Fumagalli, SDB.
- Parroquia[4]
  - Párroco: Pbro.

## Festividades
- Aniversario del distrito 13 de marzo
- Fiesta de San Juan 24 de junio